# Power–speed number
Power–speed number (略称：PSN) とは、野球において、本塁打数と盗塁数を組み合わせた、野手の指標の1つ。
パワーとスピードを兼ね備えた者を簡易的に評価する指標であり、本塁打数（HR）と盗塁数（SB）から以下の式で与えられる。
{\displaystyle PSN={\frac {2*HR*SB}{HR+SB}}}　
これは本塁打数と盗塁数の調和平均となっている。

## 概要
この指標は本塁打・盗塁をともに量産できる、パワーとスピードを兼ね備えた選手を簡易的に評価するもので、ビル・ジェームズが提唱したものである。
なおこの指標は、本塁打・盗塁のどちらかのみを量産するよりも、両方をバランスよく積み重ねた方が数値が大きくなる。例えば過去のNPBの選手では、王貞治や福本豊よりも張本勲・秋山幸二・衣笠祥雄の方が大きな数値を残している。

## メジャーリーグベースボール

### MLB通算記録
| 順位 | 選手名                 | PSN    |
| ---- | ---------------------- | ------ |
| 1    | バリー・ボンズ         | 613.90 |
| 2    | リッキー・ヘンダーソン | 490.41 |
| 3    | ウィリー・メイズ       | 447.93 |
| 4    | アレックス・ロドリゲス | 446.80 |
| 5    | ボビー・ボンズ         | 386.01 |
| 6    | ジョー・モーガン       | 385.90 |
| 7    | アンドレ・ドーソン     | 365.78 |
| 8    | ハンク・アーロン       | 364.22 |
| 9    | カルロス・ベルトラン   | 363.77 |
| 10   | クレイグ・ビジオ       | 341.77 |

| 順位 | 選手名                   | PSN    |
| ---- | ------------------------ | ------ |
| 11   | アルフォンソ・ソリアーノ | 339.71 |
| 12   | サミー・ソーサ           | 338.09 |
| 13   | ゲイリー・シェフィールド | 338.00 |
| 14   | ボビー・アブレイユ       | 334.88 |
| 15   | レジー・ジャクソン       | 324.56 |
| 16   | ポール・モリター         | 319.61 |
| 17   | エリック・デービス       | 311.94 |
| 18   | スティーブ・フィンリー   | 311.80 |
| 19   | ライン・サンドバーグ     | 309.93 |
| 20   | ジミー・ロリンズ         | 309.76 |

- 記録は2024年シーズン終了時点[10]

### MLBシーズン記録
| 順位 | 選手名                         | 所属球団                       | PSN   | HR | SB | 記録年 | 備考                            |
| ---- | ------------------------------ | ------------------------------ | ----- | -- | -- | ------ | ------------------------------- |
| 1    | 大谷翔平                       | ロサンゼルス・ドジャース       | 56.39 | 54 | 59 | 2024   | 史上唯一の50-50達成             |
| 2    | ロナルド・アクーニャ・ジュニア | アトランタ・ブレーブス         | 52.51 | 41 | 73 | 2023   | 右打者記録、史上唯一の40-70達成 |
| 3    | アレックス・ロドリゲス         | シアトル・マリナーズ           | 43.91 | 42 | 46 | 1998   | アメリカンリーグ記録、40-40達成 |
| 4    | アルフォンソ・ソリアーノ       | ワシントン・ナショナルズ       | 43.36 | 46 | 41 | 2006   | 40-40達成                       |
| 5    | エリック・デービス             | シンシナティ・レッズ           | 42.53 | 37 | 50 | 1987   | 史上初の30-50達成               |
| 6    | リッキー・ヘンダーソン         | ニューヨーク・ヤンキース       | 42.37 | 28 | 87 | 1986   | 20-80達成                       |
| 7    | ホセ・カンセコ                 | オークランド・アスレチックス   | 40.98 | 42 | 40 | 1988   | 史上初の40-40達成               |
| 7    | バリー・ボンズ                 | サンフランシスコ・ジャイアンツ | 40.98 | 42 | 40 | 1996   | 左打者初の40-40達成             |
| 9    | ボビー・ボンズ                 | サンフランシスコ・ジャイアンツ | 40.90 | 39 | 43 | 1973   | 30-30達成                       |
| 10   | バリー・ボンズ                 | ピッツバーグ・パイレーツ       | 40.38 | 33 | 52 | 1990   | 30-50達成                       |

- 両打者記録はホセ・ラミレス（クリーブランド・ガーディアンズ、2024年）のPSN39.98（39本塁打41盗塁）
- 記録は2024年シーズン終了時点[11]